# Sindaci di Lecco
Di seguito l'elenco cronologico dei sindaci di Lecco e delle altre figure apicali equivalenti che si sono succedute nel corso della storia.

## Regno d'Italia (1861-1946)
Sindaci
| Sindaco            | Partito                    | Dal            | Al          |
| ------------------ | -------------------------- | -------------- | ----------- |
| Giuseppe Badoni    |                            | marzo 1848     | agosto 1848 |
| Francesco Cornelio |                            | 1859           | 1862        |
| Giuseppe Badoni    | -                          | 1863           | 1864        |
| Carlo Omboni       | -                          | 1864           | 1866        |
| Giuseppe Resinelli | -                          | 1866           | 1882        |
| Guido Ghislanzoni  | -                          | 1882           | 1897        |
| Giuseppe Ongania   | -                          | Primavera 1897 | 1899        |
| Guido Ghislanzoni  | -                          | 1899           | 1899        |
| Giuseppe Ongania   | -                          | 1899           | 1901        |
| Achille Gattinoni  | -                          | 1901           | 1902        |
| Giuseppe Ongania   | -                          | 1902           | 1909        |
| Edoardo Mauri      | -                          | 1910           | 1912        |
| Ulisse Cermenati   | -                          | 1912           | 1914        |
| Arturo Monti       | -                          | 1914           | 1921        |
| Giovanni Gilardi   | -                          | 1922           | 1924        |
| [ 3 ]              | -                          | 1924           | 1926        |
| Angelo Tubi        | Partito Nazionale Fascista | 1926           | 1927        |

Podestà
| Podestà                | Partito                    | Dal  | Al   |
| ---------------------- | -------------------------- | ---- | ---- |
| Angelo Tubi            | Partito Nazionale Fascista | 1927 | 1930 |
| Angelo Tubi            | Commissario prefettizio    | 1930 | 1931 |
| Venceslao Pizzorno     | Partito Nazionale Fascista | 1931 | 1935 |
| Giovanni Battista Aldé | Partito Nazionale Fascista | 1935 | 1938 |
| Dino Cima              | Partito Nazionale Fascista | 1938 | 1942 |
| Dino Cima              | Commissario prefettizio    | 1942 | 1945 |

Sindaci
| Podestà        | Partito                     | Dal  | Al   |
| -------------- | --------------------------- | ---- | ---- |
| Giuseppe Mauri | Partito Socialista Italiano | 1945 | 1946 |

## Repubblica Italiana (dal 1946)
| Sindaci eletti dal Consiglio comunale (1946-1993)    | Sindaci eletti dal Consiglio comunale (1946-1993) | Sindaci eletti dal Consiglio comunale (1946-1993) | Sindaci eletti dal Consiglio comunale (1946-1993) | Sindaci eletti dal Consiglio comunale (1946-1993) | Sindaci eletti dal Consiglio comunale (1946-1993) | Sindaci eletti dal Consiglio comunale (1946-1993) | Sindaci eletti dal Consiglio comunale (1946-1993) | Sindaci eletti dal Consiglio comunale (1946-1993) |
| Nominativo                                           | Nominativo                                        | Partito                                           | Partito                                           | Partito                                           | Partito                                           | Mandato                                           | Mandato                                           | Elezione                                          |
| Nominativo                                           | Nominativo                                        | Partito                                           | Partito                                           | Partito                                           | Partito                                           | Inizio                                            | Fine                                              | Elezione                                          |
| ---------------------------------------------------- | ------------------------------------------------- | ------------------------------------------------- | ------------------------------------------------- | ------------------------------------------------- | ------------------------------------------------- | ------------------------------------------------- | ------------------------------------------------- | ------------------------------------------------- |
|                                                      | Giuseppe Mauri                                    |                                                   | Partito Socialista Italiano                       | Partito Socialista Italiano                       | Partito Socialista Italiano                       | 1946                                              | 1948                                              | –                                                 |
| Giuseppe Mauri (Commissario prefettizio)             | –                                                 | –                                                 | –                                                 | –                                                 | 1948                                              | 1948                                              |                                                   | –                                                 |
|                                                      | Ugo Bartesaghi                                    |                                                   | Democrazia Cristiana                              | Democrazia Cristiana                              | Democrazia Cristiana                              | 1948                                              | 1954                                              | –                                                 |
|                                                      | Luigi Colombo                                     |                                                   | Democrazia Cristiana                              | Democrazia Cristiana                              | Democrazia Cristiana                              | 1955                                              | 1958                                              | –                                                 |
|                                                      | Angelo Bonaiti                                    |                                                   | Democrazia Cristiana                              | Democrazia Cristiana                              | Democrazia Cristiana                              | 1958                                              | 1962                                              | –                                                 |
|                                                      | Alessandro Rusconi                                |                                                   | Democrazia Cristiana                              | Democrazia Cristiana                              | Democrazia Cristiana                              | 1962                                              | 1970                                              | –                                                 |
|                                                      | Guido Puccio                                      |                                                   | Democrazia Cristiana                              | Democrazia Cristiana                              | Democrazia Cristiana                              | 1970                                              | 1975                                              | –                                                 |
|                                                      | Rodolfo Tirinzoni                                 |                                                   | Democrazia Cristiana                              | Democrazia Cristiana                              | Democrazia Cristiana                              | 1975                                              | 1976                                              | –                                                 |
|                                                      | Giuseppe Resinelli                                |                                                   | Democrazia Cristiana                              | Democrazia Cristiana                              | Democrazia Cristiana                              | 1976                                              | 1979                                              | –                                                 |
|                                                      | Marco Calvetti                                    |                                                   | Democrazia Cristiana                              | Democrazia Cristiana                              | Democrazia Cristiana                              | 1979                                              | 1979                                              | –                                                 |
|                                                      | Napoleone Bruni (Commissario prefettizio)         | –                                                 | –                                                 | –                                                 | –                                                 | 1979                                              | 1979                                              | –                                                 |
|                                                      | Giuseppe Resinelli                                |                                                   | Democrazia Cristiana                              | Democrazia Cristiana                              | Democrazia Cristiana                              | 1979                                              | 1983                                              | –                                                 |
|                                                      | Paolo Mauri                                       |                                                   | Democrazia Cristiana                              | Democrazia Cristiana                              | Democrazia Cristiana                              | 1983                                              | 1986                                              | –                                                 |
|                                                      | Giulio Boscagli                                   |                                                   | Democrazia Cristiana                              | Democrazia Cristiana                              | Democrazia Cristiana                              | 1986                                              | 1988                                              | –                                                 |
| 1988                                                 | Giulio Boscagli                                   | 1993                                              | Democrazia Cristiana                              | Democrazia Cristiana                              | Democrazia Cristiana                              |                                                   |                                                   | –                                                 |
|                                                      | Salvatore Cino (Commissario prefettizio)          | –                                                 | –                                                 | –                                                 | –                                                 | 1993                                              | 1993                                              | –                                                 |
| Sindaci eletti direttamente dai cittadini (dal 1993) |                                                   |                                                   |                                                   |                                                   |                                                   |                                                   |                                                   |                                                   |
| Nominativo                                           | Nominativo                                        | Partito                                           | Partito                                           | Coalizione                                        | Coalizione                                        | Mandato                                           | Mandato                                           | Elezione                                          |
| Nominativo                                           | Nominativo                                        | Partito                                           | Partito                                           | Coalizione                                        | Coalizione                                        | Inizio                                            | Fine                                              | Elezione                                          |
|                                                      | Giuseppe Pogliani                                 |                                                   | Lega Nord                                         |                                                   | LN                                                | 20 giugno 1993                                    | 11 maggio 1997                                    | Elezione 1993                                     |
|                                                      | Lorenzo Bodega                                    |                                                   | Lega Nord                                         |                                                   | LN                                                | 11 maggio 1997                                    | 27 maggio 2001                                    | Elezione 1997                                     |
|                                                      | Lorenzo Bodega                                    | FI-LN-AN-UDC                                      | Lega Nord                                         | 27 maggio 2001                                    | 12 giugno 2006                                    | Elezione 2001                                     |                                                   |                                                   |
|                                                      | Antonella Faggi                                   |                                                   | Lega Nord                                         |                                                   | FI-AN/PdL-LN-UDC                                  | 12 giugno 2006                                    | 28 ottobre 2009                                   | Elezione 2006                                     |
|                                                      | Sante Frantellizzi (Commissario prefettizio)      | –                                                 | –                                                 | –                                                 | –                                                 | 28 ottobre 2009                                   | 1º aprile 2010                                    | –                                                 |
|                                                      | Virginio Brivio                                   |                                                   | Partito Democratico                               |                                                   | PD-SEL-FdS-IdV-L. civiche                         | 1º aprile 2010                                    | 15 giugno 2015                                    | Elezione 2010                                     |
|                                                      | Virginio Brivio                                   | PD-L. civiche                                     | Partito Democratico                               | 15 giugno 2015                                    | 6 ottobre 2020                                    | Elezione 2015                                     |                                                   |                                                   |
|                                                      | Mauro Gattinoni                                   |                                                   | Indipendente                                      |                                                   | PD-LS-L. civiche                                  | 6 ottobre 2020                                    | in carica                                         | Elezione 2020                                     |